# Pryłućke (obwód wołyński)
Pryłućke (ukr. Прилуцьке, do 1964 roku Kiwerce) – wieś na Ukrainie w rejonie łuckim obwodu wołyńskiego.
Była majątkiem ojca Gabrieli Zapolskiej i podawanym przez nią samą (wbrew dokumentom oficjalnym) miejscem urodzenia.
Znajduje tu się przystanek kolejowy Pryłuckaja, położony na linii Lwów – Kiwerce.
Do 2020 w rejonie kiwereckim.